# Elitserien i volleyboll för damer 1998/1999
Elitserien i volleyboll för damer 1998/1999 var den 38:e upplagan av tävlingen och hade elva deltagande lag. KFUM Örebro blev svenska mästare.

## Grundserien[3]
| Lag             | Matcher | Vunna matcher | Förlorade matcher | Vunna set | Förlorade set | Poäng |
| --------------- | ------- | ------------- | ----------------- | --------- | ------------- | ----- |
| KFUM Örebro     | 22      | 21            | 1                 | 64        | 9             | 42    |
| Elverket        | 22      | 19            | 3                 | 59        | 14            | 38    |
| Uppsala VBS     | 22      | 17            | 5                 | 56        | 25            | 34    |
| KFUM Skellefteå | 22      | 11            | 11                | 42        | 39            | 22    |
| Kolbäcks VK     | 22      | 11            | 11                | 44        | 44            | 22    |
| Engelholms VS   | 22      | 11            | 11                | 38        | 44            | 22    |
| KFUM Göteborg   | 22      | 10            | 12                | 39        | 49            | 20    |
| Floby VK        | 22      | 7             | 15                | 35        | 55            | 14    |
| Ljungby Volley  | 22      | 7             | 15                | 27        | 54            | 14    |
| Spårvägens IF   | 22      | 6             | 16                | 27        | 55            | 12    |
| Team Valla      | 22      | 4             | 18                | 33        | 56            | 8     |

      Kvalificerade för slutspel.
      Nerflyttade till Division 1.